# 安田光春
安田 光春（やすだ みつはる、1959年10月5日 - ）は、日本の実業家、銀行家。北洋銀行取締役会長。北海道経済同友会代表幹事。札幌商工会議所副会頭。

## 来歴・人物
北海道札幌市出身。札幌市立新琴似小学校、札幌市立新琴似中学校、北海道札幌北高等学校、慶應義塾大学商学部卒業後、1983年北洋相互銀行（現在の北洋銀行）入行。経営管理部企画課長や宮の沢支店長を経て、2007年人事部調査役のまま、当時賞味期限改ざん問題で揺れていた石屋製菓に出向。2009年同行に復帰し融資第一部副部長、2014年取締役に選任され、2016年常務、2018年初の生え抜きとして頭取に就任。2021年4月北海道経済同友会代表幹事、6月第二地方銀行協会会長にそれぞれ就任する。2024年4月、代表権のない会長に退く。

## 経歴
- 1983年（昭和58）
  - 4月：北洋相互銀行入行
- 2004年（平成16年）
  - 4月：同経営管理部企画課長
- 2005年（平成17年）
  - 4月：同宮の沢支店長
- 2007年（平成19年）
  - 4月：同人事部調査役。石屋製菓出向
- 2009年（平成21年）
  - 4月：同融資第一部副部長
- 2011年（平成23年）
  - 6月：同融資第一部担当部長兼与信企画室長
- 2013年（平成25年）
  - 6月：同執行役員融資第一部長
- 2014年（平成26年）
  - 6月：同取締役経営企画部長
- 2016年（平成28年）
  - 6月：同常務取締役
- 2018年（平成30年）
  - 6月：同代表取締役頭取
- 2021年（令和3年）
  - 4月：北海道経済同友会代表幹事
- 2022年（令和4年）
  - 12月：札幌商工会議所副会頭
- 2024年（令和6年）
  - 4月：北洋銀行取締役会長

## 参考資料
- “第162期有価証券報告書” (PDF).   北洋銀行 (2018年6月26日). 2019年5月26日閲覧。

| ビジネス      | ビジネス                             | ビジネス        |
| ------------- | ------------------------------------ | --------------- |
| 先代 石井純二 | 北洋銀行頭取 第5代：2018年 - 2024年  | 次代 津山博恒   |
| 先代 西川義教 | 第二地方銀行協会会長 2020年 - 2021年 | 次代 黒本淳之介 |
| 先代 渡辺卓   | 北海道経済同友会代表幹事 2021年 -    | 次代 丸谷智保   |

| スタブアイコン | サブスタブ | この項目は、まだ閲覧者の調べものの参照としては役立たない、人物に関連した書きかけの項目です。この項目を加筆・訂正などしてくださる協力者を求めています（P:人物伝/PJ:人物伝）。 |